# 畑澤和也
畑澤 和也（はたざわ かずや、1966年3月19日 - ）は、日本のテレビ番組プロデューサー、映像ディレクター、舞台演出家。

## 略歴
京都府出身。佐川急便、西武百貨店といった職歴を経て1990年より元東映のプロデューサー平山亨に師事。1994年より株式会社レイアップにてバンダイのブレーンとして数々の作品に携わる。以後、1998年の円谷映像で制作した『仮面天使ロゼッタ』を皮切りに数多くのヒロインアクションものの制作を手掛ける。代表作『時空警察ヴェッカー』は諸外国での評価も高く、フランスで開催された「CARTOONIST（カルトニスト）」というイベントにも招待上映された。他に漫画原作やゲームシナリオなど活動は多岐に亘る。2011年12月より数年間、中華人民共和国広東省広州市を拠点として活動。
2017年10月より株式会社MAGES.入社、2020年、同社を退社。

## 作品歴
- 仮面天使ロゼッタ　THE MASKED ANGEL (1998) ＜TV＞  企画
- 仮面天使ロゼッタ 漆黒のフレイア (1999) ＜OV＞  原案
- 千年王国III銃士ヴァニーナイツ (1999) ＜TV＞  原案・プロデューサー
- 時空警察ヴェッカー (2001) ＜OV＞  企画・原作・脚本・監督
- スターぼうず (2001) ＜TV＞  プロデューサー
- 時空警察ヴェッカーD-02 (2002) ＜TV＞  企画・原作・プロデューサー
- ウィッチクローズ (2002) ＜OV＞  原作・監督
- 忍者姉妹マスク・ザ・シャドウ (2002) ＜OV＞  監督
- R# ルームナンバー (2003) ＜TV＞  監督
- 渋谷怪談 サッちゃんの都市伝説 (2004) ＜Web＞  制作プロデューサー
- 幻想忍姫憚 藍 (2004) ＜OV＞  監督
- Dramagix Seiyu Energy CROSS OVER Vol.1 (2005) ＜OV＞  監督
- Dramagix Seiyu Energy CROSS OVER Vol.2 (2005) ＜OV＞  監督
- Dramagix Seiyu Energy 月のパズル (2005) ＜OV＞  監督
- Dramagix Seiyu Energy RAY Vol.1 COLD BLOOD (2005) ＜OV＞  監督
- Dramagix Seiyu Energy RAY Vol.2 SPIRITUAL SONG (2005) ＜OV＞  監督
- Dramagix Seiyu Energy ACCESS (2006) ＜OV＞  監督
- Dramagix Seiyu Energy 硝子のファンタジア (2006) ＜OV＞  監督
- 仮面忍者忌憚 Shadow the WIND (2006) ＜OV＞  原作・監督
- 聖少女戦士St.ヴァルキリー (2006) ＜OV＞  原作・監督
- Dramagix Seiyu Energy true tears~pure album~ (2006) ＜OV＞  監督
- デモンバスタークラブ 乙女たちの絶対領域 (2007) ＜OV＞  原作・監督
- 時空警察ヴェッカーシグナ (2007) ＜TV＞  監督
- D.Dブレイカーりりあ 暗黒夢破壊譚 ACT-01 RIRIA (2008) ＜OV＞  ドラマパート監修
- みらい少女シェリーココ (2008) ＜OV＞  監督
- ビットバレット (2008 − 2009) ＜Web・OV＞  原作・監督
- 時空警察ハイペリオン (2009) ＜劇場＞  原作・監督
- D.Dブレイカーゆめ 暗黒夢破壊譚 ACT-02 YUME 放浪の愚者（2009） ＜OV＞  ドラマパート監修
- バレットリヴァース (2011) ＜OV＞  原作・監督
- 時空警察ヴェッカーサイト（2011年2月24日－27日、渋谷区文化総合センター大和田伝承ホール）＜舞台＞　原作・演出
- 時空警察ヴェッカーχ ノエルサンドレ（2011年11月1日 - 6日、荻窪かいホール）＜舞台＞　原作・脚本・演出
- 鬼切姫（2012年6月6日 - 10日、渋谷区文化総合センター大和田伝承ホール） ＜舞台＞  原案
- 時空警察ヴェッカーχ 彷徨のエトランゼ（2012年6月20日 - 24日、品川・六行会ホール）＜舞台＞ 原作・脚本・演出
- 時空警察ヴェッカー デッドリーナイトシェード(2012) ＜劇場＞  監督・脚本
- 時空警察ヴェッカー1983（2013年8月14日 - 18日、笹塚ファクトリー）＜舞台＞　原作・脚本
- ドラゴンフォース（中国語版） (2013) ＜劇場＞  原作・脚本・監督
- 時空警察ヴェッカー改・ノエルサンドレ（2014年4月23日 - 27日、下北沢・小劇場B1）＜舞台＞　原作・脚本
- 時空警察SIG-RAIDER（2018年1月31日 - 2月4日、ラゾーナ川崎プラザソル）＜舞台＞　原作・脚本

## ラジオ出演
- 森久保祥太郎・寺島拓篤 ★★★プロデュース（ラジオ大阪・アニメイトTV）- ゲスト